# Lista monumentelor istorice din județul Prahova - I

Simbol utilizat pentru monumentele istorice

Lista monumentelor istorice din județul Prahova - I cuprinde monumentele istorice înscrise în Patrimoniul cultural național al României și aflate în localități din județul Prahova al căror nume începe cu litera I. 
Lista completă este menținută și actualizată periodic de către Ministerul Culturii, Cultelor și Patrimoniului Național din România, prin intermediul Institutului Național al Patrimoniului, ultima versiune datând din 2015. Această listă cuprinde și actualizările ulterioare, realizate prin ordin al ministrului culturii.
Puteți căuta un monument din județul Prahova folosind formularul de mai jos sau puteți naviga prin toate monumentele din județ la lista monumentelor istorice din județul Prahova.
| Cod LMI                               | Denumire                                                | Localitate                         | Localizare                                 | Datare, Creatori | Imagine               | Erori             |
| ------------------------------------- | ------------------------------------------------------- | ---------------------------------- | ------------------------------------------ | ---------------- | --------------------- | ----------------- |
| PH-I-s-B-16184 (RAN: 133456.01)       | Situl arheologic de la Independența, punct „Pe maidan”  | sat Independența; comuna Gherghița | „Pe maidan”                                |                  | Încarcă foto \| video | Raportează eroare |
| PH-I-m-B-16184.01 (RAN: 133456.01.03) | Așezare                                                 | sat Independența; comuna Gherghița | „Pe maidan” 44.80513°N 26.22732°E          | sec. XIV         | Încarcă foto \| video | Raportează eroare |
| PH-I-m-B-16184.02 (RAN: 133456.01.02) | Așezare                                                 | sat Independența; comuna Gherghița | „Pe maidan” 44.80513°N 26.22732°E          | sec. X - XI      | Încarcă foto \| video | Raportează eroare |
| PH-I-m-B-16184.03 (RAN: 133456.01.01) | Așezare                                                 | sat Independența; comuna Gherghița | „Pe maidan” 44.80513°N 26.22732°E          | Hallstatt        | Încarcă foto \| video | Raportează eroare |
| PH-I-s-B-16185 (RAN: 133456.02)       | Situl arheologic de la Independența, punct „Malul Roșu” | sat Independența; comuna Gherghița | „Malul Roșu”                               |                  | Încarcă foto \| video | Raportează eroare |
| PH-I-m-B-16185.01 (RAN: 133456.02.02) | Așezare                                                 | sat Independența; comuna Gherghița | „Malul Roșu” 44.8006°N 26.2237°E           | sec. XIV         | Încarcă foto \| video | Raportează eroare |
| PH-I-m-B-16185.02 (RAN: 133456.02.01) | Așezare                                                 | sat Independența; comuna Gherghița | „Malul Roșu” 44.8006°N 26.2237°E           | sec. X - XI      | Încarcă foto \| video | Raportează eroare |
| PH-I-s-B-16186 (RAN: 134915.01)       | Așezare                                                 | sat Izvoru; comuna Provița de Sus  | 33, în vatra satului 45.15517°N 25.63083°E | Epoca bronzului  | Încarcă foto \| video | Raportează eroare |
| PH-II-m-A-16514                       | Biserica „Sf. Voievozi”                                 | sat Izvoarele; comuna Izvoarele    | 108B                                       | 1854             | Încarcă foto \| video | Raportează eroare |
| PH-II-m-B-16515                       | Ruinele conacului Nae Gaftoi                            | sat Izvoarele; comuna Izvoarele    | 146 45.28084°N 26.00943°E                  | sf. sec. XIX     |                       | Raportează eroare |
| PH-II-m-B-16516                       | Casa Eufrosina Săcuiu                                   | sat Izvoarele; comuna Izvoarele    | 153                                        | 1898             | Încarcă foto \| video | Raportează eroare |
| PH-II-m-B-16517                       | Casa Constantin N. Manolică                             | sat Izvoarele; comuna Izvoarele    | 501                                        | înc. sec. XX     | Încarcă foto \| video | Raportează eroare |
| PH-II-m-B-16518                       | Casa Maria Ciobanu                                      | sat Izvoarele; comuna Izvoarele    | 502                                        | sf. sec. XIX     | Încarcă foto \| video | Raportează eroare |
| PH-II-m-B-16519                       | Casa Sevasta Zârnă                                      | sat Izvoarele; comuna Izvoarele    | 570                                        | înc. sec. XX     | Încarcă foto \| video | Raportează eroare |
| PH-II-m-B-16520                       | Casa Ana Onea                                           | sat Izvoarele; comuna Izvoarele    | 584                                        | înc. sec. XX     | Încarcă foto \| video | Raportează eroare |